# Schwarzenberg/Erzgeb.
Schwarzenberg/Erzgeb., Schwarzenberg/Erzgebirge – miasto w Niemczech, w kraju związkowym Saksonia, w okręgu administracyjnym Chemnitz, w powiecie Erzgebirgskreis (do 31 lipca 2008 w powiecie Aue-Schwarzenberg).

## Geografia
Schwarzenberg leży ok. 15 km na południowy wschód od miasta Aue.

## Dzielnice
- Bermsgrün
- Crandorf
- Erla
- Grünstädtel
- Heide
- Hofgarten
- Jägerhaus
- Neuwelt
- Pöhla
- Sachsenfeld
- Schwarzenberg
- Sonnenleithe
- Wildenau

## Historia
Najstarsza wzmianka o mieście pochodzi z 1282. W 1533 miasto zakupił elektor saski Jan Fryderyk I. W latach 1690–1699 wzniesiono barokowy kościół św. Jerzego. Od 1697 do 1763 miasto znajdowało się pod panowaniem królów Polski Augusta II Mocnego i Augusta III Sasa. Pamiątkami po tym okresie są herb Polski zdobiący lożę króla Augusta II w kościele św. Jerzego oraz pocztowy słup dystansowy z 1725 z inicjałami króla Augusta II w dzielnicy Crandorf. Od 1806 w granicach Królestwa Saksonii, połączonego w latach 1807–1815 unią personalną z Księstwem Warszawskim. W 1871 włączone do Niemiec. W latach 1949–1990 część NRD.

## Miejscowości partnerskie
- Nadrenia Północna-Westfalia: Borchen (od 2007)
- Czechy: Nové Sedlo (od 2007)
- Bawaria: Wunsiedel (od 1990)

## Osoby związane z miastem
- Ricco Groß – niemiecki biathlonista, mieszkał tutaj

## Galeria

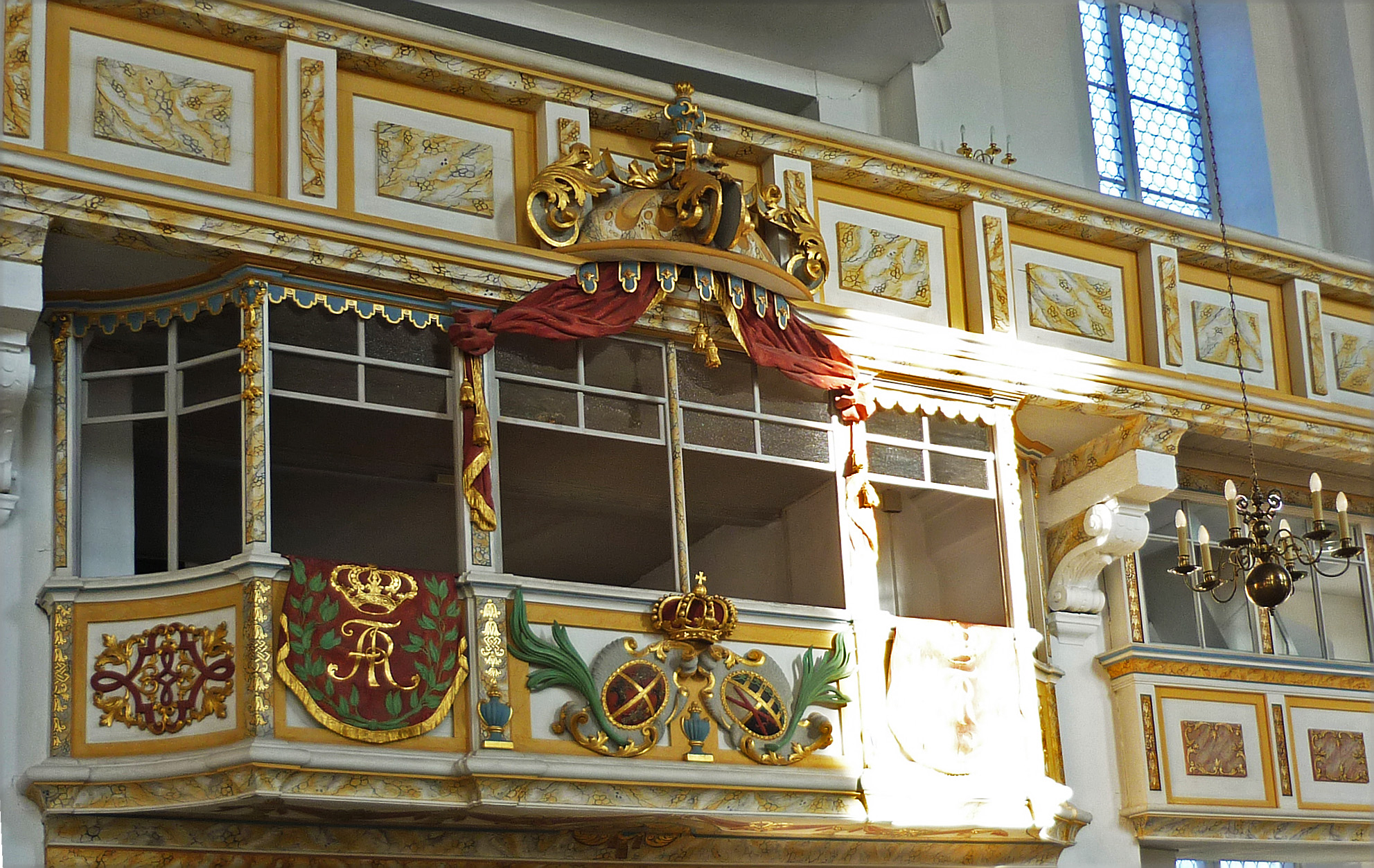
Loża Augusta II w kościele św. Jerzego
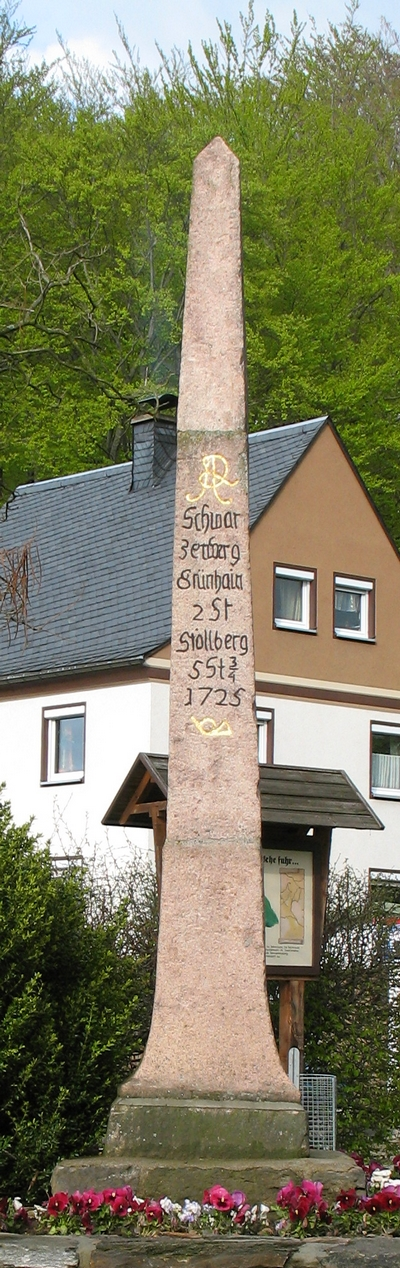
Słup dystansowy Augusta II
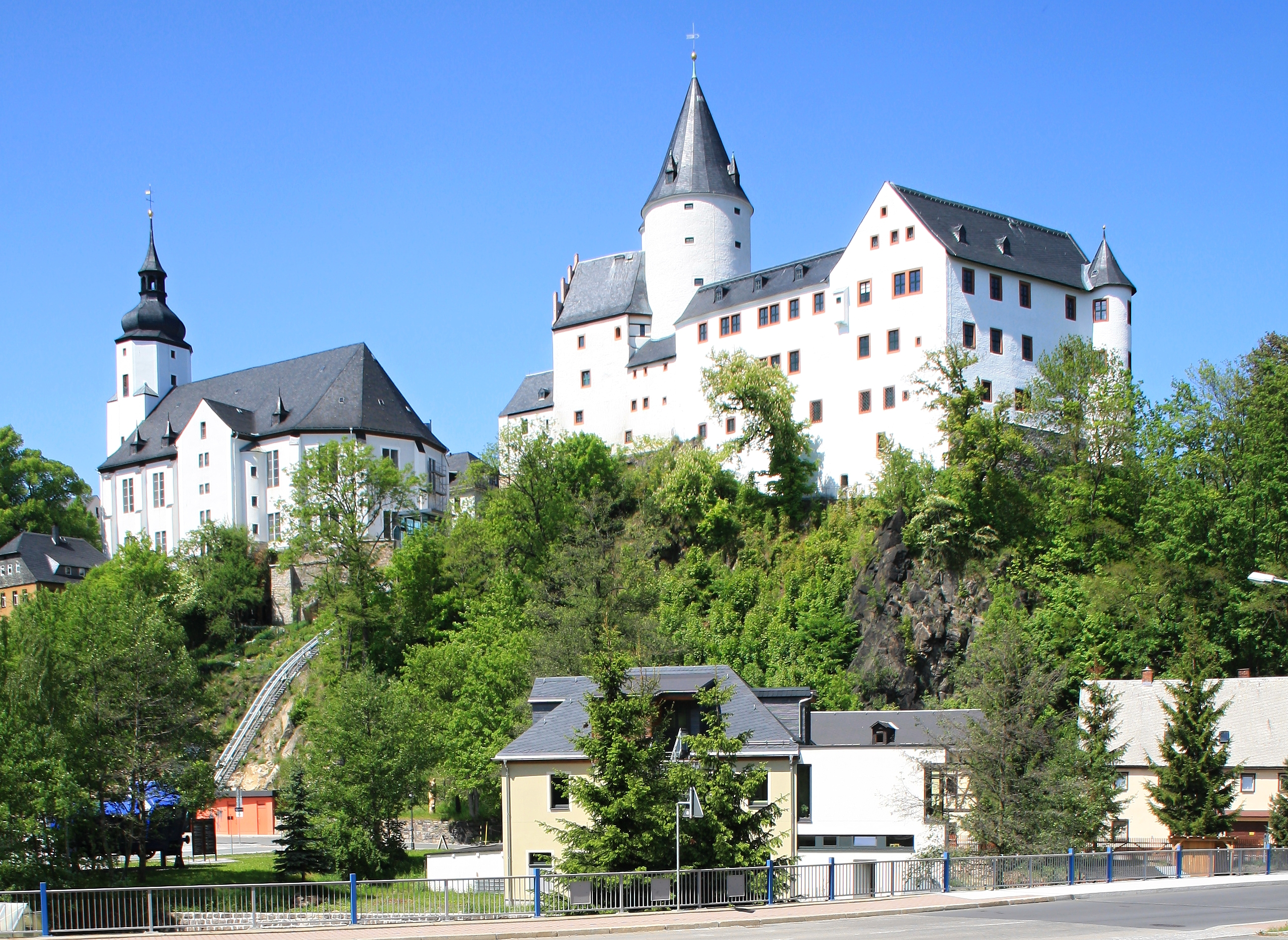
Kościół św. Jerzego i zamek
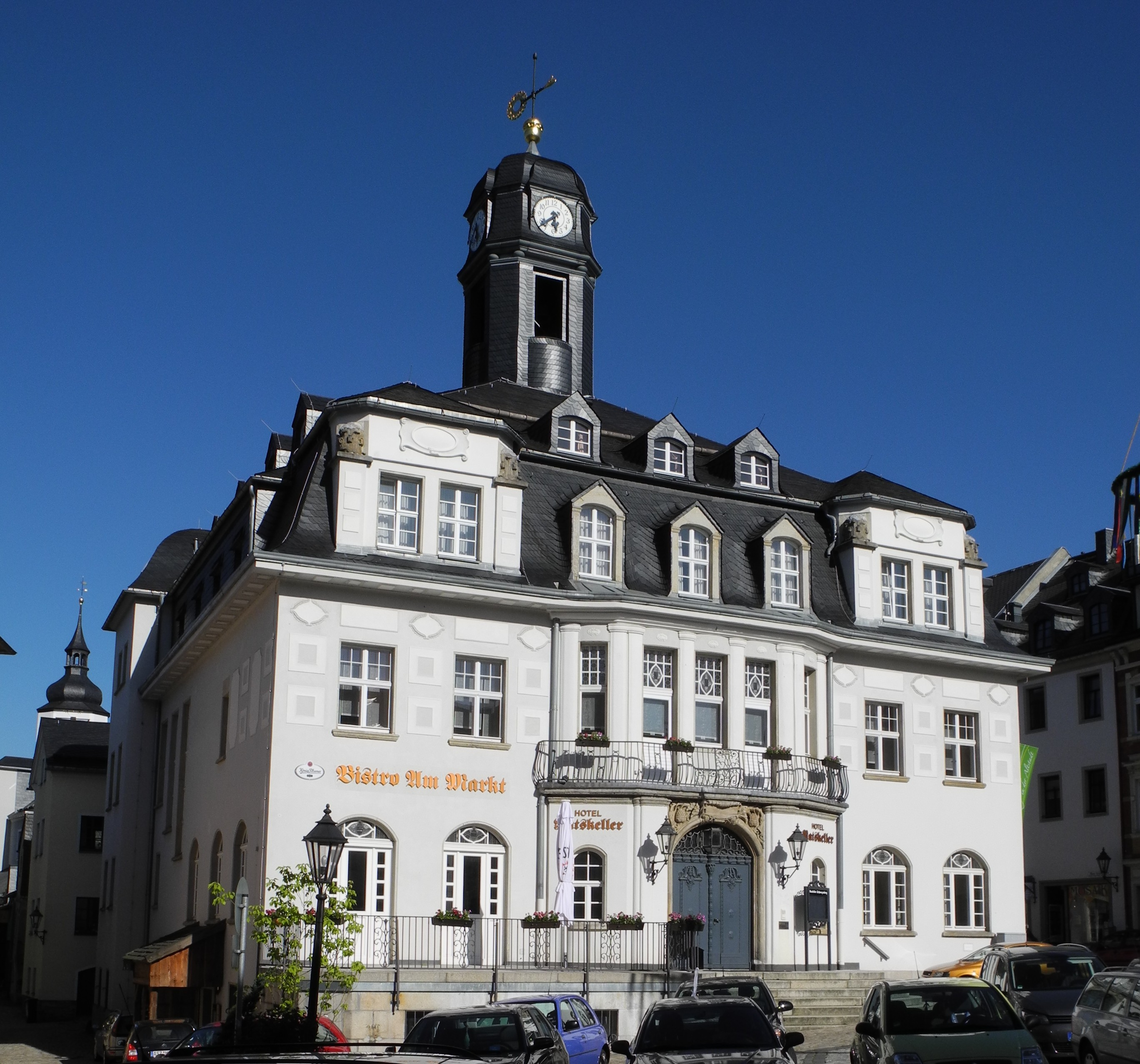
Ratusz
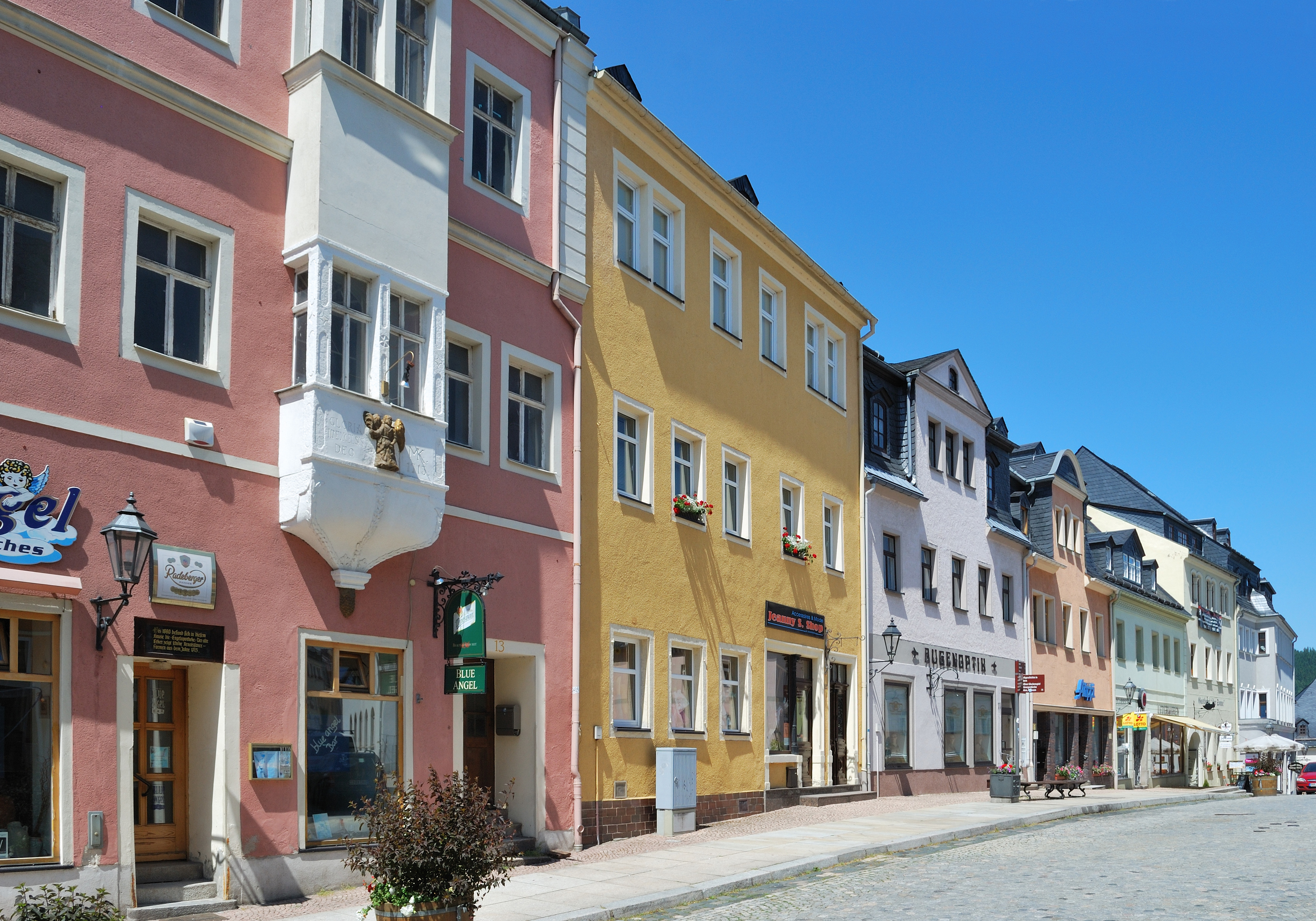
Kamienice przy rynku